# Caserma Umberto I
L'ex caserma Umberto I è un edificio situato a Orbetello, nella provincia di Grosseto, in Toscana.
La struttura sorge in piazza della Repubblica, di fronte alla cattedrale di Santa Maria Assunta, e ospita la biblioteca comunale Pietro Raveggi.

## Storia
L'edificio fu adibito a caserma nel 1808 in seguito alla soppressione dell'antico convento delle Clarisse, risalente al 1651, di cui conserva le linee architettoniche. La struttura, trasformata da edificio religioso a edificio militare, è stata poi adibita a uso civile e ospita la biblioteca comunale.
Dal 2001 al 2011 ha ospitato in una mostra permanente il frontone di Talamone, reperto di epoca ellenistica in terracotta venuto alla luce nei pressi di Talamone, dato in concessione dal Museo archeologico nazionale di Firenze che lo aveva preso in custodia sin dalla fine del XIX secolo.